# 胜利街道 (荆州市)
胜利街道，是中华人民共和国湖北省荆州市沙市区下辖的一个乡镇级行政单位。

## 行政区划
胜利街道下辖以下地区：
文星楼社区、蛇入山社区、石闸门社区、青龙台社区、红门路社区、航空路社区、江渎宫社区、孙家湾社区、工农村社区、玉龙桥社区、永红社区、章华台社区、谢家台社区、王板桥社区和西干渠社区。